# Nguyễn Anh Đức
Nguyễn Anh Đức (24 ottobre 1985) è un calciatore vietnamita, attaccante del Bình Dương.

## Carriera

### Club
Comincia a giocare al Bình Dương. Nel 2004 passa al Buu Dien. Nel 2005 si trasferisce al Ngân hàng Đông Á. Nel 2006 viene acquistato dal Bình Dương.

### Nazionale
Ha debuttato in Nazionale il 26 dicembre 2006, nell'amichevole Vietnam-Kazakistan (2–1). Ha messo a segno la sua prima rete con la maglia della Nazionale il 24 giugno 2007, nell'amichevole Vietnam-Giamaica (3–0). Ha messo a segno la sua prima doppietta con la maglia della Nazionale il 2 dicembre 2007, in Vietnam-Birmania (7–1). Ha partecipato, con la Nazionale, alla Coppa d'Asia 2007. Ha collezionato in totale, con la maglia della Nazionale, 22 presenze e 5 reti.

## Statistiche

### Cronologia presenze e reti in nazionale
| Cronologia completa delle presenze e delle reti in nazionale ― Vietnam | Cronologia completa delle presenze e delle reti in nazionale ― Vietnam | Cronologia completa delle presenze e delle reti in nazionale ― Vietnam | Cronologia completa delle presenze e delle reti in nazionale ― Vietnam | Cronologia completa delle presenze e delle reti in nazionale ― Vietnam | Cronologia completa delle presenze e delle reti in nazionale ― Vietnam | Cronologia completa delle presenze e delle reti in nazionale ― Vietnam | Cronologia completa delle presenze e delle reti in nazionale ― Vietnam |
| Data                                                                   | Città                                                                  | In casa                                                                | Risultato                                                              | Ospiti                                                                 | Competizione                                                           | Reti                                                                   | Note                                                                   |
| ---------------------------------------------------------------------- | ---------------------------------------------------------------------- | ---------------------------------------------------------------------- | ---------------------------------------------------------------------- | ---------------------------------------------------------------------- | ---------------------------------------------------------------------- | ---------------------------------------------------------------------- | ---------------------------------------------------------------------- |
| 14-11-2019                                                             | Hanoi                                                                  | Vietnam                                                                | 1 – 0                                                                  | Emirati Arabi Uniti                                                    | Qual. Mondiali 2022                                                    | -                                                                      | 81’                                                                    |
| 19-11-2019                                                             | Hanoi                                                                  | Vietnam                                                                | 0 – 0                                                                  | Thailandia                                                             | Qual. Mondiali 2022                                                    | -                                                                      | 84’ 89’                                                                |
| Totale                                                                 |                                                                        | Presenze                                                               | 2                                                                      |                                                                        | Reti                                                                   | 0                                                                      |                                                                        |

## Palmarès

### Club

#### Competizioni nazionali
- V League: 4

Binh Duong: 2007, 2008, 2014, 2015
- Coppa del Vietnam: 1

Binh Duong: 2015
- Supercoppa del Vietnam: 4

Binh Duong: 2007, 2008, 2014, 2015